# Liodrosophila melania
Liodrosophila melania är en tvåvingeart som först beskrevs av Seguy 1938.  Liodrosophila melania ingår i släktet Liodrosophila och familjen daggflugor.
Artens utbredningsområde är Kenya. Inga underarter finns listade i Catalogue of Life.